# Czołpon-Ata
Czołpon-Ata (kirg. Чолпон-Ата; ros. Чолпон-Ата) – miasto w Kirgistanie, w obwodzie issykkulskim, na północnym brzegu jeziora Issyk-kul, na wysokości 1610–1640 m n.p.m., siedziba administracyjna rejonu Ysyk-Köl. W 2009 roku liczyło ok. 10,5 tys. mieszkańców.
Klimatyczne i balneologiczne uzdrowisko; jezioro nie zamarza. Zimy są łagodne (średnia temp. w styczniu 3 °C), lato ciepłe (średnia temperatura w lipcu 17 °C), roczne opady ok. 250 mm. Są tu także wody termalne (45-52 °C), azotowe.
W mieście znajdują się liczne mniejsze i większe sanatoria, hotele oraz kwatery prywatne, gotowe na przyjęcie turystów, odwiedzających te okolice głównie latem.
W końcu XIX wieku na miejscu Czołpon-Aty istniała stacja pocztowa, w roku 1975 uzyskała prawa miejskie. W czasach ZSRR było często odwiedzane przez zorganizowane grupy letników ze wszystkich republik Związku Radzieckiego. Obecnie jest miejscem wypoczynku indywidualnego, lub niewielkich grup, głównie z Kirgistanu, Kazachstanu i Uzbekistanu. Przestarzałą bazę turystyczną rekompensują liczne atrakcje turystyczne. Imponujący jest zwłaszcza widok wysokich pasm Tienszanu po przeciwległej stronie jeziora.
W Czołpon-Acie znajduje się także kombinat mleczarski, węzeł drogowy, muzeum historyczno-krajoznawcze, dom muzeum pisarza kazaskiego Muchtara Auezowa. Znajduje się tu także stacja ichtiologiczna Akademii Nauk Kirgistanu i stadnina koni. 
Na zachód od Czołpon-Aty znalezione zostały prehistoryczne rysunki naskalne, petroglify (I tysiąclecie p.n.e.–V. w. n.e.) oraz szczątki dinozaurów.